# Stygobromus tahoensis
Stygobromus tahoensis är en kräftdjursart som beskrevs av John R. Holsinger 1974. Stygobromus tahoensis ingår i släktet Stygobromus och familjen Crangonyctidae. Inga underarter finns listade i Catalogue of Life.